# Maj von Dardel
Maria Sofia von Dardel, känd som Maj von Dardel, ogift Wising, född 2 maj 1891 i Klara församling i Stockholm, död 14 februari 1979 i Djursholm, Danderyds församling i Stockholms län, var en svensk författare och Raoul Wallenbergs mor.

## Biografi
Maj von Dardel var dotter till läkaren, professor Per Johan Wising och Sophie Benedicks. Hon gifte sig första gången 1911 med underlöjtnanten och konstnären Raoul Wallenberg (den äldre) (1888–1912), son till Gustaf Oscar Wallenberg. Hon hade redan hunnit bli änka när hon i augusti 1912 födde sonen Raoul Wallenberg (den yngre), som blev diplomat och under Förintelsen räddade livet på åtskilliga judar, men själv tillfångatogs 1945. 
Andra gången gifte hon sig 1918 med överdirektören Fredrik von Dardel (1885–1979), med vilken hon fick sonen Guy von Dardel 1919 och dottern Nina Lagergren 1921, av vilka den sistnämnda är mor till Nane Annan, änka efter Kofi Annan.
Maj von Dardel blev känd för sin långvariga kamp för att bringa klarhet i vad som hänt sonen Raoul efter hans försvinnande 1945. Maj von Dardel hade finsk krigsminnesmedalj (FMM). Hennes bok Raoul gavs ut postumt 1984 och kom som talbok 2007.
Hon är begravd i von Dardels familjegrav på Norra begravningsplatsen utanför Stockholm.